# Марі Жиллен
Марі́ Жіле́н (фр. Marie Gillain; нар. 18 червня 1975, Рокур, Валлонія, Бельгія) — бельгійська акторка й кінорежисерка.

## Біографія та кар'єра
Марі Жілен народилася 18 червня 1975 року в Рокурі неподалік від Льєжа, у франкомовній частині Бельгії. З дитинства цікавилася виконавським мистецтвом, підліткою займалася в театральній студії і активно брала участь в драматичних постановках.
У кіно Марі Жілен дебютувала в 1991 році — у французькій комедії Жана-Жака Ано «Мій батько — герой», де виконала головну жіночу роль, а її партнером по знімальному майданчику був Жерар Депардьє. За цю роботу Жілен вперше була номінована як найперспективніша акторка на кінопремію «Сезар». Паралельно зі зніманням Жілен навчалася в коледжі Сен-Луї у Льєжі. Потім зіграла головну роль у бельгійській стрічці «Марі» (1993), після чого у 1995 році Жілен знялася у кримінальній драмі «Приманка» Бертрана Таверньє. Фільм завоював «Золотого ведмедя» на 45-му Берлінському кінофестивалі, а Жілен вдруге була номінована на «Сезара» як найперспективніша акторка та була удостоєна Призу Ромі Шнайдер.
У 1995 році Марі Жілен дебютувала на театральній сцені у постановці «Щоденник Анни Франк». Вистава пройшла 50 разів у Ліоні, після чого з успіхом була показана у Парижі. За цю роль акторку було номіновано в категорії «театральне відкриття року» на 10-й церемонії театральної Премії Мольєра.
У 1997-му Жілен знялася у фільмі Філіпа де Брока́ «Горбань» в ролі Аврори де Невер, за яку її було номіновано як найкращу акторку на «Сезара». Після невеликої паузи вона знялася у фільмі Етторе Сколи «Вечеря», який показали на Каннському кінофестивалі у травні 1999 в програмі «Особливий погляд». 1999 року зіграла головну героїню у п'єсі Джона Малковича «Істерія».
З початку 2000-х років Марі Жілен знімалася у фільмах таких відомих режисерів, як Бертран Таверньє («Пропуск», 2002), Седрік Клапіш («Ні за, ні проти (а зовсім навпаки)», 2003), Режис Варньє («Насіння смерті», 2007), Анн Фонтен («Коко до Шанель», 2009). З роль у фільмі Філіпа Ліоре «Усі наші бажання» її було вперше номіновано як найкращу акторку на здобуття бельгійської національної кінопремії «Магрітт».
У серпні 2015 року Марі Жілен входила до складу журі Кінофестивалю франкомовних фільмів в Ангулемі. 2016 року обрана президентом 6-ї щорічної церемонії вручення нагород кінопремії «Магрітт».
З 1998-го Марі Жілен активно займалася модельним бізнесом; вона була одним з основних облич рекламної кампанії лінії косметики фірми «Lancôme». З 2008 року є амбасадоркою доброї волі від недержавної організації «Plan Belgique», котра допомагає дітям у країнах, що розвиваються.

## Особисте життя
Має двох доньок від двох цивільних шлюбів — Дюна Гаме (нар. 24.4.2004) від Мартіна Гаме і Вега Деглі-Еспозті (нар. 2009) від Крістофера Деглі-Еспозті.

## Фільмографія
| Рік       |    | Українська назва                   | Оригінальна назва                       | Роль                   |
| --------- | -- | ---------------------------------- | --------------------------------------- | ---------------------- |
| 1991      | ф  | Мій батько — герой                 | Mon père, ce héros                      | Вероніка «Веро» Арнель |
| 1993      | ф  | Марі                               | Marie                                   | Марі                   |
| 1993      | тф | Людина біля моря                   | Un homme à la mer                       | Камілла                |
| 1995      | ф  | Приманка                           | L'appât                                 | Наталі                 |
| 1996      | ф  | Вибіркова спорідненість            | Le affinità elettive                    | Оттілія                |
| 1997      | ф  | Дуже чисте повітря                 | Un air si pur                           | Жулі д'Еспар           |
| 1997      | ф  | До бою                             | Le bossu                                | Аврора                 |
| 1998      | ф  | Вечеря                             | La cena                                 | Альєва                 |
| 1999      | ф  | Останній гарем                     | Harem suare                             | Сафія                  |
| 2000      | ф  | Нехай Люсі робить що хоче!         | Laissons Lucie faire!                   | Люсі                   |
| 2000      | ф  | Барні і його маленькі неприємності | Barnie et ses petites contrariétés      | Марго                  |
| 2001      | ф  | Розпусниці                         | Absolument fabuleux                     | Сафран                 |
| 2002      | ф  | Пропуск                            | Laissez-passer                          | Ольга                  |
| 2003      | ф  | Ні за, ні проти (а зовсім навпаки) | Ni pour, ni contre (bien au contraire)  | Кеті                   |
| 2004      | ф  | Було дуже приємно                  | Tout le plaisir est pour moi            | Луїза                  |
| 2005      | ф  | Пекло                              | L'enfer                                 | Анна                   |
| 2005      | тф | Шлях Лори                          | La voie de Laura                        | Лаура                  |
| 2007      | ф  | Насіння смерті                     | Pars vite et reviens tard               | Марі                   |
| 2007      | ф  | Крихкий(і)                         | Fragile(s)                              | Ніна                   |
| 2007      | ф  | Моє життя — не романтична комедія  | Ma vie n'est pas une comédie romantique | Фроренс Барон          |
| 2007      | ф  | Ключ                               | La clef                                 | Одрі                   |
| 2008      | ф  | Агентки                            | Les femmes de l'ombre                   | Сюзі Деспрез           |
| 2008      | ф  | Чаклунство!                        | Magique!                                | Бетті                  |
| 2008      | ф  | Дуже, дуже велике підприємство     | La très très grande entreprise          | Мелані Лаверньє        |
| 2009      | ф  | Коко до Шанель                     | Coco avant Chanel                       | Адрієна Шанель         |
| 2010—2013 | с  | Маленький принц                    | Le petit prince                         | Роза /озвучування      |
| 2011      | ф  | Усі наші бажання                   | Toutes nos envies                       | Клер Конті             |
| 2013      | ф  | Ланди                              | Landes                                  | Лєна Дюпра             |
| 2014      | ф  | Валентин, Валентин                 | Valentin Valentin                       | Клаудія Ліворно        |
| 2015      | ф  | Міраж кохання                      | Mirage d'Amour                          | Гірондель              |
| 2021      | ф  | Мій вовк                           | Mystère                                 |                        |

## Визнання
| Рік                                             | Категорія                          | Фільм                   | Результат |  |
| ----------------------------------------------- | ---------------------------------- | ----------------------- | --------- |  |
| Премія Сезар                                    |                                    |                         |           |  |
| 1992                                            | Найперспективніша акторка          | Мій батько — герой      | Номінація |  |
| 1996                                            | Найперспективніша акторка          | Приманка                | Номінація |  |
| 1998                                            | Найкраща акторка                   | До бою                  | Номінація |  |
| 2012                                            | Найкраща акторка                   | Усі наші бажання        | Номінація |  |
| Кінофестиваль в Джиффоні (Джиффоні-Валле-П'яна) |                                    |                         |           |  |
| 1993                                            | Бронзовий Грифон найкращій акторці | Марі                    | Перемога  |  |
| Паризький кінофестиваль                         |                                    |                         |           |  |
| 1994                                            | Найкраща акторка                   | Марі                    | Перемога  |  |
| Кінофестиваль у Грамаду (Бразилія)              |                                    |                         |           |  |
| 1995                                            | Золотий Кікіто найкращій акторці   | Приманка                | Перемога  |  |
|                                                 |                                    |                         |           |  |
| 1996                                            | Приз Ромі Шнайдер                  | Приз Ромі Шнайдер       | Перемога  |  |
| Кінофестиваль у Кабурі                          |                                    |                         |           |  |
| 1996                                            | Найкраща акторка                   | Вибіркова спорідненість | Перемога  |  |
| Кришталевий глобус                              |                                    |                         |           |  |
| 2012                                            | Найкраща акторка                   | Усі наші бажання        | Номінація |  |
| Премія «Магрітт»                                |                                    |                         |           |  |
| 2013                                            | Найкраща акторка                   | Усі наші бажання        | Номінація |  |
| 2017                                            | Найкраща акторка                   | Міраж кохання           | Номінація |  |